# Poksvirus
Poksvirusi (znanstveno ime Poxviridae so družina velikih kompleksnih virusov z dvoverižno DNK in večslojnimi ovojnicami, ki imajo afiniteto do kože in so patogeni za človeka in živali (za človeka so pomembni rodovi Orthopoxvirus, Parapoxvirus, Molluscipoxvirus in Yatapoxvirus). So opekaste ali jajčaste oblike. Vsi predstavniki imajo skupen nukleoproteinski antigen; razmnožujejo se v citoplazmi gostiteljske celice. So povzročitelji koz pri človeku (virus črnih koz) in živalih (govedo, koze, prašiči, perutnina, kunci, zajci). Nekateri predstavniki so patogeni za človeka in živali (virus govejih koz). Med poksviruse spada tudi virus vakcinije, ki so ga uporabljali za cepljenje proti črnim kozam.
Pri človeku lahko povzročijo bolezen štirje rodovi: ortopoksvirusi, parapoksvirusi, jatapoksvirusi in moluskipoksvirusi:

ortopoksvirusi:  virus črnih koz (virus variole), virus vakcinije, virus kravjih koz, virus opičjih koz;

parapoksvirusi:  virus orfa, virus psevdokravjih koz, virus govejega papularnega stomatitisa;

jatapoksvirusi:  tanapoksvirus, tumorski virus opic jaba;

moluskipoksvirusi:  virus mehkužk (virus molluscum contagiosum).

## Zgradba
Poksvirusni virioni imajo praviloma zunanjo virusno ovojnico, vendar so kužni tudi znotrajcelični zreli virioni, ki vsebujejo drugačno obliko ovojnice. Vrste se med seboj razlikujejo po obliki, vendar so nasplošno opekaste ali jajčaste oblike. Poksivirusi so nenavadno veliki in merijo okoli 200 nm v premer in 300 nm v dolžino. Virusna dednina je v obliki enojnega, linearnega dvoverižnega odseka DNK. Rinovirusi, ki povzročajo prehlad, so na primer desetkrat manjši od tipičnega poksvirusa.

## Podvojevanje
Podvojevanje poksvirusov se začne v citoplazmi, kar sicer ni značilno za viruse z dvoverižno DNK (dsDNA), je pa značilno tudi za druge velike viruse. Poksvirusi nosijo sami zapis za ustroj, potreben za prepis genoma, in sicer zapis za encim od DNK odvisno RNK-polimerazo. Le-ta omogoči prepisovanje virusne DNK v gostiteljevi citoplazmi. Sicer večina drugih dsDNA-virusov potrebuje gostiteljevo od DNK odvisno RNK-polimerazo, ta pa se nahaja v celičnem jedru gostiteljeve celice. Zato se cikel podvojevanja drugih dsDNA-virusov dogodi v samem jedru.

## Taksonomija
Vrste v poddružini Chordopoxvirinae lahko okužijo vretenčarje, medtem ko vrste v poddružini Entomopoxvirinae lahko okužijo žuželke. V poddružini Chordopoxvirinae je trenutno priznanih deset rodov, v poddružini Entomopoxvirinae pa trije.

Priznane so naslednje poddružine in rodovi (-virinae označuje poddružino in -virus označuje rod):
Chordopoxvirinae
- Avipoxvirus
- Capripoxvirus
- Centapoxvirus
- Cervidpoxvirus
- Crocodylidpoxvirus
- Leporipoxvirus
- Macropopoxvirus
- Molluscipoxvirus
- Mustelpoxvirus
- Orthopoxvirus
- Oryzopoxvirus
- Parapoxvirus
- Pteropopoxvirus
- Salmonpoxvirus
- Sciuripoxvirus
- Suipoxvirus
- vespertilionpoxvirus
- Yatapoxvirus

Entomopoxvirinae
- Alphaentomopoxvirus
- Betaentomopoxvirus
- Deltaentomopoxvirus
- Diachasmimorpha entomopoxvirus
- Gammaentomopoxvirus

Obe poddružini vsebujeta tudi več neklasificiranih vrst, za katere bodo v prihodnosti morda ustvarjeni novi rodovi.
- Virus Cotia virus , odkrit leta 2012, je nenavaden predstavnik skupine Chordopoxvirinae in bi lahko pripadal novemu rodu.[11] Virus Cotia  je bil leta 2019 uvrščen v nov rod Oryzopoxvirus.[12] Brazilski porcupinepox virus, odkrit leta 2019, je tesno povezan s tem virusom.[13]
- Dva dodatna virusa iz skupine Chordopoxvirinae sta NY_014 in murmanski poksvirus. Veljata za tesno povezana z virusom "Yoka poxvirus".[14] ICTV classifies them under a genus Centapoxvirus, created 2016.[15]